# 宫岛水族馆
宫岛水族馆（日语：宮島水族館，英语：Miyajima Public Aquarium）是位于广岛县廿日市市宫岛町的市立水族馆，昵称“宫岛海洋馆”。该水族馆以“治愈”和“互动”为基本理念，主要展示濑户内海的生物。该水族馆根据文部科学省《博物馆法》被认定为相当于博物馆的设施。在与廿日市市合并之前，它曾作为宫岛町水族馆运营。

## 简介

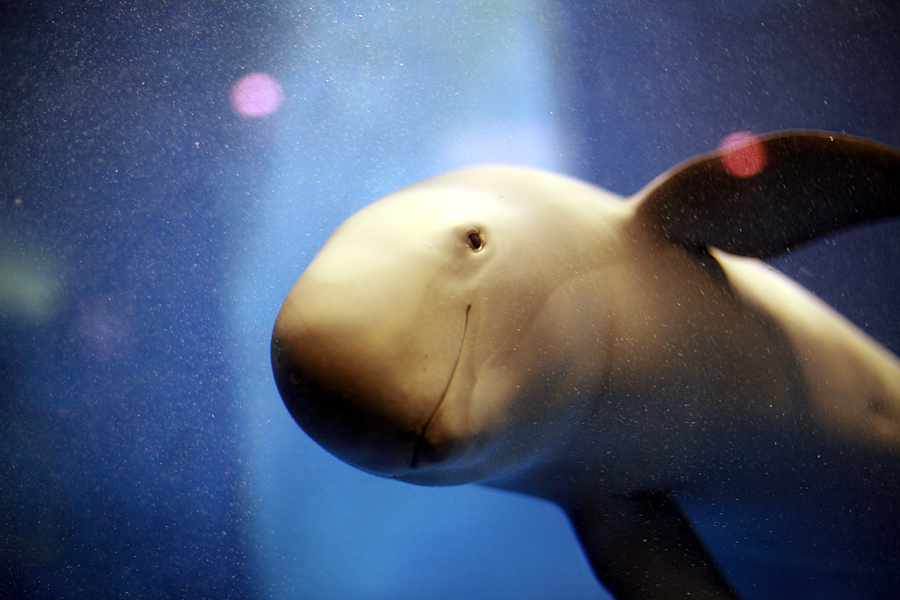
水族馆内的江豚

宫岛水族馆的象征——印太江豚，以及海狮、企鹅、水濑等，连同鱼类在内，共展出约350种、13,000件代表性水生动物。最引人注目的是位于入口处的大型水族箱。水族馆分为两层，分为几个部分，每个部分有不同的栖息地：
- 宫岛的滩涂
- 海洋的恩惠（展示牡蛎筏）
- 从山到海（介绍廿日市市里山的生物）
- 疗愈之海
- 濑户内的鲸鱼（“濑户内的鲸鱼”指的是印太江豚）
- 海洋的神秘（展示夜行性、发光性生物）
- 生物的身体与生活
- 瀬户内研究所（饲养员讲解专区）
- 互动潮间带（别名“触摸池”）

## 历史
1959年，该馆前身广岛县立水产资源研究所暨县立水族馆成立。1967年，该研究所从广岛县移至宫岛町，并以宫岛町立宫岛水族馆的名义重新开放。2005年11月，随着宫岛町并入廿日市市，该馆更名为宫岛水族馆。2008年12月起因翻新工程暂停开放。2009年3月起，五洋建设集团作为PFI项目对该馆进行重新装修。2011年8月1日重新开放时，采用通过公开征集选出的1,360件作品中，由评选委员会和市政府共同评审后确定的昵称“宫岛海洋”（miyaji marine），并沿用至今。

## 公共交通
从宫岛栈桥（渡轮码头）向西步行25分钟。从严岛神社出口步行5分钟。